# Aeroporti in Turchia
La seguente è una lista di aeroporti in Turchia, ordinati per località.

## Elenco
Gli aeroporti senza servizio passeggeri sono menzionati in corsivo; gli aeroporti internazionali sono in grassetto.
| Città                    | ICAO                     | IATA                     | Nome dell'aeroporto                              |
| Aeroporti internazionali | Aeroporti internazionali | Aeroporti internazionali | Aeroporti internazionali                         |
| ------------------------ | ------------------------ | ------------------------ | ------------------------------------------------ |
| Adalia                   | LTAI                     | AYT                      | Aeroporto di Adalia                              |
| Adana                    | LTAF                     | ADA                      | Aeroporto di Adana                               |
| Ankara                   | LTAC                     | ESB                      | Aeroporto di Esenboğa                            |
| Alanya                   | LTFG                     | GZP                      | Aeroporto di Gazipaşa                            |
| Balıkesir                | LTFD                     | EDO                      | Aeroporto di Balıkesir Koca Seyit                |
| Bursa                    | LTBR                     | YEI                      | Aeroporto di Bursa Yenişehir                     |
| Denizli                  | LTAY                     | DNZ                      | Aeroporto di Denizli Çardak                      |
| Diyarbakır               | LTCC                     | DIY                      | Aeroporto di Diyarbakır                          |
| Elazığ                   | LTCA                     | EZS                      | Aeroporto di Elazığ                              |
| Erzurum                  | LTCE                     | ERZ                      | Aeroporto di Erzurum                             |
| Eskişehir                | LTBY                     | AOE                      | Aeroporto di Eskişehir Hasan Polatkan            |
| Gaziantep                | LTAJ                     | GZT                      | Aeroporto di Gziantep                            |
| Hatay                    | LTDA                     | HTY                      | Aeroporto di Hatay                               |
| Isparta                  | LTFC                     | ISE                      | Aeroporto di Isparta Süleyman Demirel            |
| Istanbul                 | LTBA                     | ISL                      | Aeroporto di Istanbul-Atatürk                    |
| Istanbul                 | LTFM                     | IST                      | Aeroporto di Istanbul                            |
| Istanbul                 | LTFJ                     | SAW                      | Aeroporto di Istanbul-Sabiha Gökçen              |
| Kars                     | LTCF                     | KSY                      | Aeroporto di Kars Harakani                       |
| Kayseri                  | LTAU                     | ASR                      | Aeroporto di Kayseri                             |
| Kocaeli                  | LTBQ                     | KCO                      | Aeroporto di Kocaeli Cengiz Topel                |
| Konya                    | LTAN                     | KYA                      | Aeroporto di Konya                               |
| Kütahya                  | LTBZ                     | KZR                      | Aeroporto di Zafer                               |
| Malatya                  | LTAT                     | MLX                      | Aeroporto di Malatya                             |
| Muğla                    | LTBS                     | DLM                      | Aeroporto di Dalaman                             |
| Muğla                    | LTFE                     | BJV                      | Aeroporto di Milas-Bodrum                        |
| Nevşehir                 | LTAZ                     | NAV                      | Aeroporto di Nevşehir-Kapadokya                  |
| Ordu                     | LTCB                     | OGU                      | Aeroporto di Ordu                                |
| Samsun                   | LTFH                     | SZF                      | Aeroporto di Samsun-Çarşamba                     |
| Sinop                    | LTCM                     | NOP                      | Aeroporto di Sinop                               |
| Sivas                    | LTAR                     | VAS                      | Aeroporto di Sivas Nuri Demirağ                  |
| Şanlıurfa                | LTCS                     | GNY                      | Aeroporto di Şanlıurfa GAP                       |
| Smirne                   | LTBJ                     | ADB                      | Aeroporto di Adnan Menderes                      |
| Tekirdağ                 | LTBU                     | TEQ                      | Aeroporto di Tekirdağ Çorlu                      |
| Trebisonda               | LTCG                     | TZX                      | Aeroporto di Trebisonda                          |
| Van                      | LTCI                     | VAN                      | Aeroporto di Van Ferit Melen                     |
| Zonguldak                | LTAS                     | ONQ                      | Aeroporto di Zonguldak Çaycuma                   |
| Aeroporti nazionali      |                          |                          |                                                  |
| Adıyaman                 | LTCP                     | ADF                      | Aeroporto di Adıyaman                            |
| Ağrı                     | LTCO                     | AJI                      | Aeroporto di Ağrı Ahmed-i Hani                   |
| Amasya                   | LTAP                     | MZH                      | Aeroporto di Amasya Merzifon                     |
| Aydın                    | LTBD                     | CII                      | Aeroporto di Aydın Çıldır                        |
| Balıkesir                | LTBF                     | BZI                      | Aeroporto di Balıkesir Merkez                    |
| Batman                   | LTCJ                     | BAL                      | Aeroporto di Batman                              |
| Bingöl                   | LTCU                     | BGG                      | Aeroporto di Bingöl                              |
| Çanakkale                | LTBH                     | CKZ                      | Aeroporto di Çanakkale                           |
| Çanakkale                | LTFK                     | GKD                      | Aeroporto di Gökçeada                            |
| Erzincan                 | LTCD                     | ERC                      | Aeroporto di Erzincan                            |
| Hakkari                  | LTCW                     | YKO                      | Aeroporto di Hakkari–Yüksekova Selahaddin Eyyubi |
| Iğdır                    | LTCT                     | IGD                      | Aeroporto di Iğdır                               |
| Istanbul                 | LTBW                     | –                        | Aerodromo di Istanbul Hezarfen                   |
| Kahramanmaraş            | LTCN                     | KCM                      | Aeroporto di Kahramanmaraş                       |
| Kastamonu                | LTAL                     | KFS                      | Aeroporto di Kastamonu                           |
| Mardin                   | LTCR                     | MQM                      | Aeroporto di Mardin                              |
| Muş                      | LTCK                     | MSR                      | Aeroporto di Muş                                 |
| Siirt                    | LTCL                     | SXZ                      | Aeroporto di Siirt                               |
| Şırnak                   | LTCV                     | NKT                      | Aeroporto di Şırnak Şerafettin Elçi              |
| Smirne                   | LTFB                     | –                        | Aeroporto di Selçuk–Efes                         |
| Tokat                    | LTAW                     | TJK                      | Aeroporto di Tokat                               |
| Uşak                     | LTBO                     | USQ                      | Aeroporto di Uşak                                |
| Aeroporti militari       |                          |                          |                                                  |
| Adana                    | LTAG                     | UAB                      | Base aerea di İncirlik                           |
| Afyon                    | LTAH                     | AFY                      | Aeroporto di Afyon                               |
| Amasya                   | LTAP                     | MZH                      | Base aerea di Merzifon                           |
| Ankara                   | LTAD                     | ANK                      | Base aerea di Etimesgut                          |
| Ankara                   | LTAB                     | –                        | Base militare aerea di Güvercinlik               |
| Ankara                   | LTAE                     | –                        | Base aerea di Mürted                             |
| Balıkesir                | LTBF                     | BZI                      | Base aerea di Balıkesir                          |
| Balıkesir                | LTBG                     | BDM                      | Base aerea di Bandırma                           |
| Bursa                    | LTBE                     | BTZ                      | Aeroporto di Bursa Yunuseli                      |
| Diyarbakır               | LTCC                     | DIY                      | Base aerea di Diyarbakır                         |
| Edirne                   | LTFL                     | –                        | Base militare aerea di Keşan                     |
| Eskişehir                | LTBI                     | ESK                      | Base aerea di Eskişehir                          |
| Eskişehir                | LTAV                     | –                        | Base aerea di Sivrihisar                         |
| Istanbul                 | LTBX                     | –                        | Base militare aerea di Istanbul Samandıra        |
| Kayseri                  | LTAU                     | ASR                      | Base aerea di Erkilet                            |
| Kocaeli                  | LTBQ                     | KCO                      | Stazione aereo-navale di Cengiz Topel            |
| Konya                    | LTAN                     | KYA                      | Base aerea di Konya                              |
| Kütahya                  | LTBN                     | –                        | Base aerea di Kütahya                            |
| Malatya                  | LTAT                     | MLX                      | Base aerea di Erhaç                              |
| Malatya                  | LTAO                     | –                        | Base militare aerea di Malatya Tulga             |
| Manisa                   | LTBT                     | –                        | Base aerea di Akhisar                            |
| Muğla                    | LTBV                     | BXN                      | Aeroporto di Bodrum-Imsik                        |
| Smirne                   | LTBL                     | IGL                      | Base aerea di Çiğli                              |
| Smirne                   | LTBK                     | –                        | Base militare aerea di Gaziemir                  |
| Smirne                   | LTFA                     | –                        | Base aerea di Kaklıç                             |
| Yalova                   | LTBP                     | –                        | Base aerea di Yalova                             |
| Aeroporti dismessi       |                          |                          |                                                  |
| Hatay                    | LTAK                     | –                        | Aeroporto di İskenderun                          |
| Samsun                   | LTAQ                     | SSX                      | Aeroporto di Samsun Samair                       |
| Şanlıurfa                | LTCH                     | SFQ                      | Aeroporto di Şanlıurfa Airport                   |
| Aeroporti in progetto    |                          |                          |                                                  |
| Adalia                   |                          |                          | Aeroporto di Kaş-Demre Batı di Adalia            |
| Edirne                   |                          |                          | Aeroporto di Edirne-Kırklareli                   |
| Mersin                   |                          |                          | Aeroporto di Çukurova Regional                   |
| Gümüşhane                |                          |                          | Aeroporto di Bayburt-Gümüşhane                   |
| Karaman                  |                          |                          | Aeroporto di Karaman                             |
| Niğde                    |                          |                          | Aeroporto di Hasandağı (Niğde Aksaray)           |
| Rize                     |                          |                          | Aeroporto di Rize-Artvin                         |
| Smirne                   |                          |                          | Aeroporto di Çeşme-Alaçatı                       |
| Yozgat                   |                          |                          | Aeroporto di Yozgat                              |